# 野原優子
野原 優子（のはら ゆうこ、1988年1月23日 - ）は、山口県長門市出身の元陸上競技選手（長距離種目）である。

## 略歴
日本ジュニアを代表する長距離選手の一人で、中学2年時に全国女子駅伝8区を走り、区間新となった区間賞獲得者に2秒遅れる区間2位。9分55秒というタイムは区間タイ記録（当時）であり、2016年現在でも区間歴代10位タイである。
筑紫女学園高等学校在学中の2003年、世界ユース選手権に出場し3000mで銅メダルを獲得し、将来を嘱望されるようになる。さらに同年の第58回国民体育大会では少年女子共通3000mで9分05秒63という実業団選手と遜色のないタイムを出して、3000m高校1年生歴代最高記録を更新した。このような高校生ルーキーとは思えない圧倒的な強さと、それに似合わぬ外見を備えていたゆえに、長距離ファンの絶大な人気を博した。しかし、同年12月に出場した全国高校女子駅伝の1区では力を発揮できなかった。このとき、1区の区間賞を獲得したのは新谷仁美である。
2004年の世界ジュニア選手権代表に選ばれ、5000mで入賞を果たす。
高校卒業後の2006年にTOTO陸上競技部に入部。しかし、高校時代のような成績は残せなかった。
翌2007年に、小出義雄率いる豊田自動織機に移籍するが、2008年に退社し、現役を引退した。